# Hoa hậu Quốc tế 1963
Hoa hậu Quốc tế 1963 là cuộc thi Hoa hậu Quốc tế lần thứ 4, được tổ chức vào ngày 16 tháng 8 năm 1963 tại Nhà hát Thính phòng Long Beach, Long Beach, California, Hoa Kỳ. 46 thí sinh đại diện cho các quốc gia và vùng lãnh thổ tham gia cuộc thi năm nay. Hoa hậu Quốc tế 1962 Tania Verstak đến từ Úc đã trao lại vương miện cho người kế nhiệm, cô Guðrún Bjarnadóttir đến từ Iceland.

## Kết quả

### Thứ hạng
| Kết quả              | Thí sinh |
| -------------------- | --- |
| Hoa hậu Quốc tế 1963 | - Iceland – Guðrún Bjarnadóttir |
| Á hậu 1              | - Anh – Diane Westbury |
| Á hậu 2              | - Áo – Xenia Doppler |
| Á hậu 3              | - Hoa Kỳ – Joyce Bryant |
| Á hậu 4              | - Hàn Quốc – Choi Yoo-mi |
| Top 15               | - Úc – Tricia Maralyn Reschke - Brazil – Tânia Mara Franco da Souza - Colombia – Martha Ligia Restrepo González - Ireland – Olive Ursula White - New Zealand – Elaine Miscall - Philippines – Monina Medinilla Yllana - Puerto Rico – Aida Mercado Cordero - Thụy Điển – Riina Krusvik - Thổ Nhĩ Kỳ – Gulseren Kocaman - Đức – Marion Zota |

### Giải thưởng phụ
| Giải thưởng                 | Thí sinh                        |
| --------------------------- | ------------------------------- |
| Hoa hậu Thân thiện          | - Luxembourg – Catherine Paulus |
| Hoa hậu Ảnh                 | - Áo – Xenia Doppler            |
| Trang phục dân tộc đẹp nhất | - Áo – Xenia Doppler            |

## Các thí sinh
46 thí sinh tham gia cuộc thi năm nay:
- Argentina - Susana Cukar Cuhan
- Úc - Tricia Reschke
- Áo - Xenia Doppler
- Bỉ - Monique Bourgeois
- Bolivia - Maria Lozada
- Brazil - Tânia Franco da Souza
- Canada - Marlene Leeson
- Ceylon - Christina Selvanayagam
- Colombia - Martha Restrepo González
- Đan Mạch - Birgitte Heiberg
- Cộng hòa Dominica - Norma Guzmán Simó
- Ecuador - Tania Valle Moreno
- Anh - Diane Westbury
- Phần Lan - Anneli Rautala
- Pháp - Marie-Josée LeCocq
- Hy Lạp - Emi Zanou
- Hà Lan - Catharina Lodders
- Iceland - Guðrún Bjarnadóttir
- Ireland - Olive Ursula White
- Israel - Ester Kfir
- Ý - Anna Rispoli
- Nhật Bản - Shizuko Shimizu
- Jordan - Doris Haj
- Hàn Quốc - Choi Yoo-mi
- Luxembourg - Catherine Paulus
- Maroc - Andrée Picard
- New Zealand - Elaine Miscall
- Nicaragua - Claudia Díaz
- Na Uy - Martha Tunge
- Panama - Mariela Aguirre
- Paraguay - Maria Quesada
- Peru - Esperanza Moy Ramírez
- Philippines - Monina Medinilla Yllana
- Puerto Rico - Aida Mercado Cordero
- Scotland - Wendy Barrie
- Nam Phi - Martie Claassen
- Tây Ban Nha - Encarnación Zalabardo
- Thụy Điển - Riina Krusvik
- Tahiti - Mareta Tuihaa
- Thổ Nhĩ Kỳ - Gulseren Kocaman
- Uruguay - Susana Casañas Méndez
- Hoa Kỳ - Joyce Bryan
- Venezuela - Norah Duarte
- Wales - Christina Fryer
- Tây Ấn - Joan Martin
- Đức – Marion Zota

## Chú ý

### Trở lại
- Tham gia lần cuối vào năm 1961:
  -  Đan Mạch
  -  Pháp
  -  Peru
  -  Tây Ban Nha

### Bỏ cuộc
- Guiana (Anh)
- Ấn Độ
- Liberia
- Liban
- Mã Lai
- Singapore
- Thụy Sĩ
- Đài Loan